# 柳瀬真澄
柳瀬 真澄（やなせ ますみ、1947年3月18日 - ）は、日本の実業家。

## 経歴
嘉穂無線創業者・初代社長柳瀬綱夫の長男として福岡県に生まれる。1965年福岡県立修猷館高等学校を経て、1971年一橋大学商学部を卒業。大学在学中は4年間ボート部に所属していた。
1971年三井物産東京本社繊維第一部に入社。1977年三井物産を退社し、嘉穂無線に入社。1982年7月取締役常務、1987年8月代表取締役専務を経て、1988年2月、父・綱夫の死去にともない、代表取締役社長に就任。
2007年商号を嘉穂無線ホールディングス株式会社に変更し、新たに子会社として嘉穂無線株式会社（現・グッデイ）を設立。2016年6月長男の柳瀬隆志に社長を引き継ぎ、取締役会長に就任。